# Synagoga ve Velkých Karlovicích
Synagoga ve Velkých Karlovicích stávala v tzv. Panském domě (nyní č. p. 970). Až do 2. světové války ji využívali židovští obyvatelé žijící přímo zde, ale i v okolních obcích, např. v Novém Hrozenkově. Nyní v objektu sídlí soukromá pila.
Panský dům si jako své sídlo nechal v roce 1842 postavit majitel místních skláren Salomon Reich, pozdější starosta obce. Je pohřben na místním židovském hřbitově.